# TDM-GCC
TDM-GCCはMicrosoft Windows用のコンパイラスイートである。

## TDM-GCCの特徴
- MicrosoftのコンパイラとプラットフォームSDKを置き換えてオープンソースのソフトウェアを作成するため、GCCツールセットの最新の安定版リリースと、Windowsの使いやすさのためのいくつかのパッチ、およびフリーでオープンソースのMinGWランタイムAPIを組み合わされている。
- Windows 98以降の任意のバージョンのWindows用に、32ビットまたは64ビットのバイナリを作成できる。
- 使いやすいシングルファイルインストーラを使用して、わずか数回のクリックで作業インストールを作成し、新しいパッケージが利用可能になったときにそのインストールを更新することができる。
- コマンドラインツールのみで構成されている。 IDE（テキストエディタ、コンパイラインタフェース、ビジュアルデバッガ）が必要な場合は、Code::Blocks を使用すればTDM-GCCとうまく統合されている。

TDM-GCCは、他の場所で自由に入手できるコンポーネントの再配布物である。 

## MinGWやGCCとの関係
TDM-GCCは、MinGWプロジェクトと正式に提携しておらず、またその承認もしていない。
MinGWでは当時なかなか最新のGCCに対応していなかったようであるが、TDM-GCCはGCC 5.1.0までは積極的に対応していたようである。
5.1.0以降のGCCは、MinGW-w64プロジェクトからも入手できる。